# 志岐守哉
志岐 守哉（しき もりや、1924年10月7日 - 1994年1月9日）は、日本の経営者。三菱電機社長、会長を務めた。福岡県大川市出身。

## 経歴・人物
1947年に東京大学工学部電気工学科を卒業し、同年に三菱電機に入社した。1979年に取締役に就任し、常務、専務を経て、1985年6月に社長に就任し、1992年6月に会長に就任した。
日本電機工業会会長、日本電子機械工業会会長、トロン協会会長、経団連常任理事、経済同友会幹事なども歴任した。
1986年に毎日工業技術賞を受賞し、1989年に藍綬褒章を受章した。
1994年1月9日消化管出血のために死去。69歳没。